# Robert T. Stevens

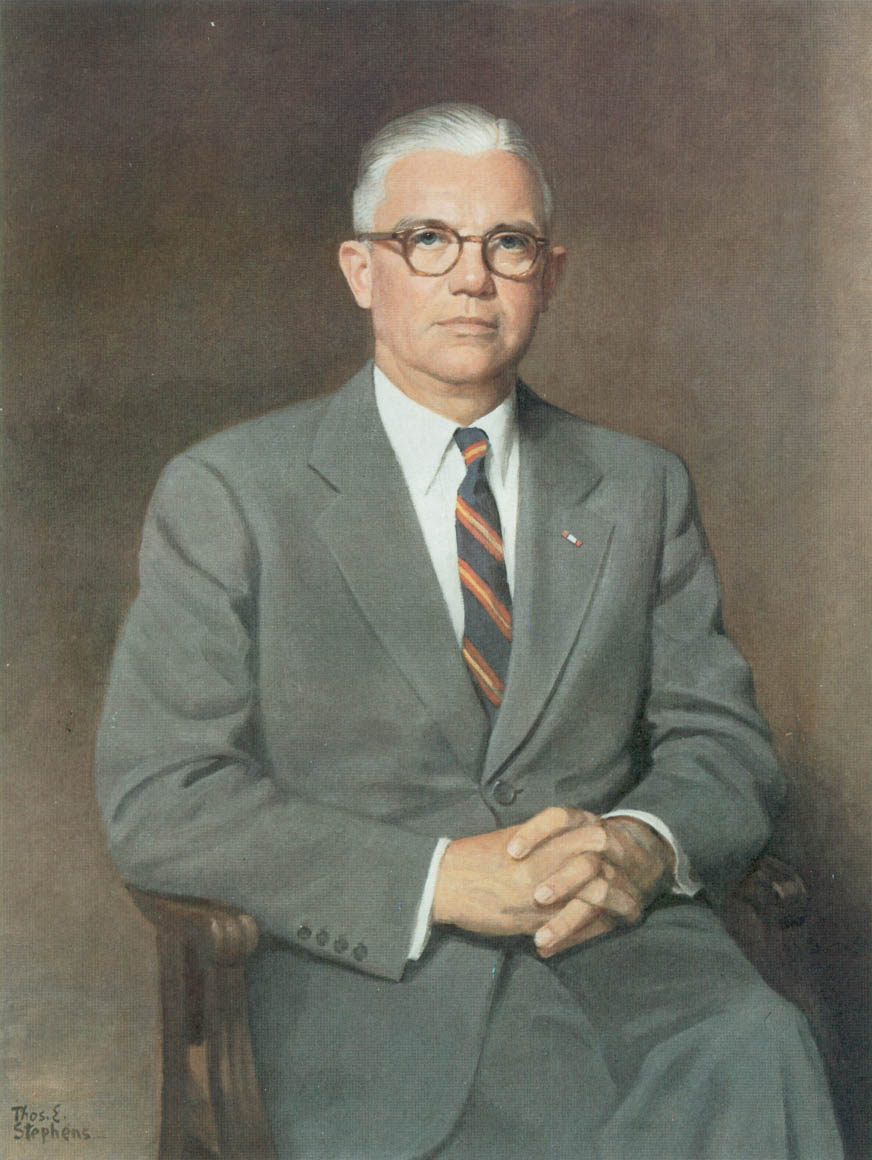
Robert T. Stevens

Robert Ten Broeck Stevens (* 31. Juli 1899 in Fanwood, New Jersey; † 31. Januar 1983 in Edison, New Jersey) war ein US-amerikanischer Geschäftsmann und früherer Vorstandsvorsitzender von J.P. Stevens Company, einem etablierten Textilhersteller in den Vereinigten Staaten. Des Weiteren war er zwischen 1953 und 1955 Heeresminister der Vereinigten Staaten.

## Werdegang
Robert T. Stevens promovierte 1917 an der Phillips Andover. Sein Studium unterbrach er 1918, um als Leutnant (Second Lieutenant) der Feldartillerie im Ersten Weltkrieg zu dienen. Nach dem Krieg promovierte er 1921 an der Yale University und fing an, bei dem Textilhersteller J. P. Stevens Company zu arbeiten. 1923 heiratete er Dorothy Goodwin Whitney. Zwischen 1929 und 1942 war er Vorstandsvorsitzende der J. P. Stevens Company. 1933 wurde Stevens Verwaltungsabgeordneter im Industriebereich der National Recovery Administration. Danach war er zwischen 1934 und 1955 Direktor Klasse B der Federal Reserve Bank of New York. Von 1948 bis 1953 war er Direktor Klasse C, sowie Vorsitzender, dieser. 1941 besuchte er einen spezialen Lehrgang der Command and General Staff School in Fort Leavenworth. Danach bekleidete er 1942 den aktiven Dienst in der Armee zuerst im Rang eines Lieutenant Colonel und später Colonel. Er diente bis 1945 in Büro des Quartermaster Generals der Beschaffungsdivision mit einem kurzzeitigen Aufenthalt auf dem europäischen Kriegsschauplatz.
Nach dem Krieg kehrte er zur J. P. Stevens Company, als Vorsitzender des Ausschusses, zurück. Dieses Amt bekleidete er zwischen 1945 und 1953. In den Jahren 1951 und 1952 war er auch Vorsitzender des Handelsbeirats des US-Handelsministeriums. Vom 4. Februar 1953 bis zum 21. Juli 1955 war er Heeresminister der Vereinigten Staaten. Er beaufsichtigte die Ausgabenkürzungen nach dem Koreakrieg. Des Weiteren schlug er vor, eine Sicherheitserhöhung für die Hauptindustrieanlagen zu ermöglichen, um im Notfall augenblicklich zu reagieren. Zwischen 1953 und 1954 verteidigte er die Armee gegen die leichtsinnigen Anklagen des vorgerückten US-Senators Joseph McCarthy aus Wisconsin im Kongress (Army-McCarthy-Anhörungen), der Nachforschungen über den kommunistischen Einfluss in der Regierung machte.
Nach seiner Dienstzeit als Heeresminister der Vereinigten Staaten kehrte er zu J. P. Stevens Company zurück, um die Stellung des Vorsitzenden zu übernehmen. Er bekleidete dieses Amt von 1955 bis 1959. Danach war er zwischen 1969 und 1974 Vorstandsvorsitzender dieser Unternehmung. Robert T. Stevens verstarb am 31. Januar 1983 in Edison, New Jersey.

## Army-McCarthy-Anhörungen
Stevens kam in den Konflikt mit Senator Joseph McCarthy über eine Reihe von Themen, die letztendlich zu den Army-McCarthy-Anhörungen von 1954 führten. In dem Fall von 1953 begann McCarthy eine Untersuchung in den U.S. Army Signal Corps Forschungsstätten in Fort Monmouth. McCarthys aggressive Befragung des militärischen Personals schadete der Moral, ohne irgendein Indiz zu Tage fördern zu können, das auf „bedenklichen Spitzel“ hinwies, deren Existenz McCarthy behauptete. Als Nächstes untersuchte McCarthy den Fall von Irving Peress, einem Militärzahnarzt, der es vorgezogen hat, seine Fragen in einem Loyalitäsfragebogen nicht zu beantworten.
Als mehrere Offiziere, Wissenschaftler und anderes militärisches Personal McCarthys häufig beleidigenden Befragungen unterworfen wurden, wurde Stevens für seine Aufgabe gegenüber McCarthy Begehren und seiner Nichtunterstützung seiner Männer kritisiert.
Zusammenfallend mit diesen Ereignissen hat McCarthys Hauptankläger Roy Cohn die Armee, einschließlich Stevens, dazu gedrängt, seinen Freund Gerard David Schine, der vor kurzem einberufen worden war, ein begünstigtes Verfahren zu machen. Die Army-McCarthy-Anhörungen wurden abgehalten, um Nachforschungen über die Heeresführung zu machen, die durch McCarthys und Cohns anstößigen Befragung im Interesse Schiens gemacht wurden, sowie McCarthys Gegenangriff, so dass die Armee durch die „Geisel“ Schine gebremst war in einem Bestreben McCarthys Nachforschungen in der Armee zu stoppen.
Während der Anhörungen wurde Stevens durch McCarthy nach einzelnen Tagen befragt. Obwohl Stevens gewöhnlich bedacht war die Anhörungen ärmlich zu handhaben, war es McCarthy, durch seine geschmacklose monatelange Ermittlung. Die Bloßstellung McCarthys Methoden vor einem Fernsehauftritt und dessen Betragen während der Anhörungen wurde ihm als Hauptgrund für seinen ultimativen Untergang angesehen.
Stevens wollte nach diesem Vorkommnis zurücktreten, jedoch wurde er durch den Vizepräsidenten Richard Nixon davon überzeugt, es nicht zu tun. Stevens Amtszeit endete im Juli 1955. Danach kehrte er zu seinem Familientextilgeschäft zurück, wo er die Leitung der J. P. Stevens Company bis zu seinem Rückzug im Alter von 70 übernahm.